# IF Norden
IF Norden var en idrottsförening från Sala i Västmanlands län som bildades 1920 och då tog över Sala IKs verksamhet. Redan 1904 bildades det en förening med namnet IF Nord, som 1906 bytte namn till IF Norden. Den huvudsakliga verksamheten var friidrott, men fotboll fanns också på programmet. Föreningen upphörde 1908 då medlemmarna gick med i IFK Sala istället. Föreningen omfattade en lång rad olika idrotter som var verksamma under olika tider av föreningens historia.
- Badminton - startade 1969. Bildade med tiden egen förening under namnet Sala Badmintonförening.
- Bandy – I seriespel 1932–1958. Ett av länets bästa lag och producerade framgångsrika spelare som Kjell Cronqvist (1920-2008) (fotboll och bandy) och Willy Berggren.
- Bordtennis – Startade 1966 och var verksam i några år.
- Bowling – Startades 1965 och övergick 1986 till en egen förening med namnet BK Norden.
- Boxning – Sektionen bildades 1945. Till sektionen hörde kända boxare som Leif Lindqvist och Stig Frisk.
- Brottning – Verksamheten började 1935 efter att Sala Brottarklubb lagt ner. Lennart Eriksson med flera SM-guld och ett VM-brons hörde till sektionen. likaså svenska mästaren Rainer Korhonen och Karl-Erik Andersson (1 SM-guld, sex silver och 1 brons) och utöver dessa flera andra framgångsrika idrottare.
- Cykel – Med start 1925.
- Fotboll – Fanns med redan 1920. Damlag från 1971. 1973 gick man samman med IFK Sala till Sala FF.
- Friidrott – Sektionen fanns med när föreningen bildades 1920.
- Gymnastik – En första sektion bildades 1926 och återstartades 1970.
- Ishockey – Verksamheten började 1949 och bytten namn till Norden HC 1986. 1989 ombildades man till Sala HK.
- Orientering – Redan 1921 började man med skidorientering. Bildade egen förening 1961 under namnet Sala OK.
- Simning – 1926–1928.
- Skidor – En av de ursprungliga idrotterna vid bildandet 1920.
- Volleyboll – Sektionen bildades 1973 och deltog i seriespel under tio års tid innan man 1984 gick samman med Annelunds VK och bildade Sala Volleybollklubb. Damlag fanns 1977–1984.

## Fotboll
IF Norden hade under många år en bitsk rivalitet med stadskollegan IFK Sala men historiskt sett var Norden Salas framgångsrikaste fotbollsförening. "Nordarna" spelade sju säsonger i gamla division III (motsvarande dagens division I Division III i fotboll 1926/1927-1943/1944, med en andraplats 1926/1927 som främsta merit.
Derbyna mot IFK Sala lockade vanligen, med Salamått, storpublik till Silvervallen. Av seriederbyna 1949-1971 vann Norden elva, IFK nio och sju slutade oavgjort. IFK vann dock de sista tre. Nordens sista säsong innan sammanslagningen var 1972. Laget avslutade genom att vinna sin division V-serie.I december 1970 beslutade "Nordarna" starta ett damlag. Lag vann sin allra första match i maj 1971, en 2-0-seger mot Säters IF. Under de två säsongerna laget hann spela kom laget på fjärde respektive tredje plats i sin serie.